# VAP
VAP, Inc (яп. 株式会社バップ Кабусики гайся Баппу) или Video and Audio Project — японская компания, лейбл аудио- и видеозаписи. Офис компании находится в Токио. Компания основана 24 января 1981 года, по состоянию на 2009 год насчитывает 161 сотрудников. Капитал компании составляет 500 млн иен или примерно 5,6 млн долларов США (2009 год).

## Музыканты
- Tokoro-Tion
- Хироси Миякава
- Тиэко Кавабэ
- Galneryus
- Animals
- Animetal
- Nightmare
- Maximum the Hormone
- Pay money To my Pain
- Double Dealer
- Saber Tiger
- Хадзимэ Мидзогути
- Татэ Какако
- Concerto Moon
- Оно Аяко
- Сэйра Кагами
- Юдзи Оно
- Дзюнко Охаси
- coldrain
- Momoko Kikuchi

## Акционеры
- Mitsubishi
- Nippon Television Network
- Akita Broadcasting System
- Sapporo Television Broadcasting
- Yamagata Broadcasting Company Limited
- Miyagi Media Television
- Yamanashi Broadcasting System
- Chukyo TV Broadcasting
- Kita Nippon Broadcasting
- Fukui Broadcasting Corporation
- Yomiuri Telecasting Corporation
- Hiroshima Telecasting Co.,Ltd.
- Yamaguchi Broadcasting Company Limited
- Fukuoka Broadcasting System
- JRT Shikoku Broadcasting Corporation
- Nishinippon Broadcasting Co., Ltd.
- Nankai Broadcasting Co., Ltd.
- RKC Kouchi Broadcasting Corporation
- RAB Aomori Broadcasting Corporation